# Daniel Gooch (esploratore)
Daniel Fulthorpe Gooch (Denbigh, 25 maggio 1869 – Totton and Eling, 22 dicembre 1926) è stato un esploratore e musher gallese.
Ha partecipato alla spedizione Endurance in Antartide comandata da Ernest Shackleton.
Unitosi all'ultimo minuto alla spedizione a causa della defezione del musher designato, Gooch accompagnerà il viaggio dell'Endurance sino alla Georgia del Sud, quando si separò dal resto della spedizione per far ritorno in Inghilterra.